# 樊阿
樊阿（？年—？年），彭城（今江蘇銅山縣）人，與廣陵吳普皆是名醫華佗之弟子。

## 生平
樊阿善於針灸。樊阿曾向華佗求可服食益於人者的處方，華佗傳授他「漆葉青黏散」：漆葉屑一斗，青黏十四兩，用此比例製作，久服能「去三蟲，利五臟，讓人的身體變輕，使人頭髮不白」。樊阿聽從其言，結果樊阿年壽百餘歲。